# Водице при Гобровки
Водице при Гобровки (на словенски: Vodice pri Gabrovki) е село в Словения, Средна Словения, община Лития. Според Националната статистическа служба на Република Словения през 2015 г. селото има 42 жители.